# Fata din Far-West
Fata din Far-West este un film românesc din 1970 regizat de Olimp Vărășteanu.